# Partito politico europeo
Il Partito politico europeo, o formalmente Partito politico a livello europeo, è un tipo di partito politico dell'Unione europea che ha diritto a ricevere sovvenzioni dall'Unione. Gli europartiti lavorano a livello transnazionale.
L'articolo 10, comma 4 del Trattato sull'Unione Europea afferma che: I partiti politici a livello europeo contribuiscono a formare una coscienza politica europea e ad esprimere la volontà dei cittadini dell'Unione.
L'articolo 224 del Trattato sul funzionamento dell'Unione Europea afferma che: Il Parlamento europeo e il Consiglio, deliberando mediante regolamenti secondo la procedura legislativa ordinaria, determinano lo statuto dei partiti politici a livello europeo di cui all'articolo 10, paragrafo 4 del trattato sull'Unione europea, in particolare le norme relative al loro finanziamento.

## Evoluzione temporale

### 1992: nozione di partito
La sezione 41 del Trattato di Maastricht aggiunse al Trattato di Roma l'articolo 138A: I partiti politici a livello europeo sono un importante fattore per l'integrazione in seno all'Unione. Essi contribuiscono a formare una coscienza europea e ad esprimere la volontà politica dei cittadini dell'Unione. Nasce quindi il concetto di partito politico a livello europeo.

### 1997: finanziamento ai partiti
L'articolo J. 18 e l'articolo K. 13 del Trattato di Amsterdam diedero la possibilità ai partiti di essere finanziati dalla Comunità Europea.

### 2001: co-decisione sul finanziamento
L'articolo 2, sezione 19 del Trattato di Nizza aggiunse un secondo paragrafo all'articolo 191 del Trattato di Roma: Il Consiglio, deliberando secondo la procedura di cui all'articolo 251, determina lo statuto dei partiti politici a livello europeo, in particolare le norme relative al loro finanziamento. Il riferimento all'articolo 251 riguarda la procedura di co-decisione, che coinvolge sia il Consiglio che il Parlamento Europeo.

### 2003: divieto di finanziamento non europeo
Il Regolamento CE n. 2004/2003 del Parlamento Europeo e del Consiglio del 4 novembre 2003, all'articolo 7 afferma: Il finanziamento dei partiti politici a livello europeo a carico del bilancio generale dell'Unione europea o di qualsiasi altra fonte non può essere utilizzato per il finanziamento diretto o indiretto di altri partiti politici e in particolare dei partiti politici nazionali, che restano soggetti all'applicazione delle rispettive normative nazionali.

### 2007: fondazioni europee
In seguito la regolamentazione dei partiti fu emendata da una Decisione dell'Ufficio del Parlamento Europeo del 29 marzo 2004 e dal Regolamento CE n. 1524/2007 del Parlamento Europeo e del Consiglio del 18 dicembre 2007. Si diede ai partiti alla possibilità di creare delle fondazioni politiche a livello europeo e la completa responsabilità sulla campagna elettorale delle elezioni europee, che sono organizzate anche grazie ai finanziamenti che vengono dati ai partiti stessi.

### 2013: simbolo comune
La raccomandazione della Commissione europea 12 marzo 2013 ha invitato i partiti politici nazionali ad informare i cittadini, prima e durante la campagna elettorale europea, in merito alla loro affiliazione a un partito politico europeo e al loro sostegno al candidato di quest'ultimo alla presidenza della Commissione e al programma politico di tale candidato.

### 2014: statuti
Il 22 ottobre 2014 è stata approvata la regolamentazione destinata a disciplinare lo statuto ed il finanziamento di partiti e fondazioni europee.

## Partiti europei

### Attuali
All'ottobre 2024, l'Unione europea riconosce 12 partiti politici a livello europeo:
| Partito politico europeo | Partito politico europeo | Partito politico europeo                                          | Partito politico europeo | Partito politico europeo       | Partito politico europeo | Partito politico europeo | Partito politico europeo                     | Politica                     | Politica                                            | Politica                | Seggi in   | Seggi in    | Seggi in  |
| Name                     | Name                     | Name                                                              | Abbr.                    | Presidente                     | Fondato                  | Gruppo parlamentare      | Fondazione                                   | Collocazione                 | Ideologia                                           | Integrazione            | Parlamento | Commissione | Consiglio |
| ------------------------ | ------------------------ | ----------------------------------------------------------------- | ------------------------ | ------------------------------ | ------------------------ | ------------------------ | -------------------------------------------- | ---------------------------- | --------------------------------------------------- | ----------------------- | ---------- | ----------- | --------- |
|                          |                          | Partito Popolare Europeo                                          | PPE                      | Manfred Weber                  | 1976                     | EPP                      | Wilfried Martens Centre for European Studies | Centro-destra                | Cristianesimo democratico, conservatorismo liberale | Europeismo              | 182 / 720  | 11 / 27     | 11 / 27   |
|                          |                          | Partito del Socialismo Europeo                                    | PSE                      | Stefan Löfven                  | 1973                     | S&D                      | Foundation for European Progressive Studies  | Centro-sinistra              | Socialdemocrazia                                    | Europeismo              | 136 / 720  | 4 / 27      | 3 / 27    |
|                          |                          | Patriots.eu                                                       | Patriots                 | Santiago Abascal               | 2014                     | PfE                      | Patriots for Europe Foundation               | Estrema destra               | Nazionalismo, populismo di destra                   | Euroscetticismo         | 72 / 720   | 0 / 27      | 1 / 27    |
|                          |                          | Partito dei Conservatori e dei Riformisti Europei                 | CRE                      | Mateusz Morawiecki             | 2009                     | ECR                      | New Direction                                | Destra                       | Conservatorismo                                     | Euroscetticismo leggero | 70 / 720   | 1 / 27      | 2 / 27    |
|                          |                          | Partito dell'Alleanza dei Liberali e dei Democratici per l'Europa | ALDE                     | Svenja Hahn                    | 1976                     | RE                       | European Liberal Forum                       | Centro                       | Liberalismo europeo                                 | Europeismo              | 49 / 720   | 5 / 27      | 3 / 27    |
|                          |                          | Partito Verde Europeo                                             | PVE                      | Vula Tsetsi, Ciarán Cuffe      | 2004                     | Verdi/ALE                | European Liberal Forum                       | Centro-sinistra              | Ambientalismo                                       | Europeismo              | 44 / 720   | 0 / 27      | 0 / 27    |
|                          |                          | Europa delle Nazioni Sovrane                                      | ESN                      | Stanislav Stotanov             | 2024                     | ESN                      |                                              | Estrema destra               | Ultranazionalismo, nativismo                        | Euroscetticismo         | 25 / 720   | 0 / 27      | 0 / 27    |
|                          |                          | European Left Alliance for the People and the Planet              | ELA                      | Malin Björk, Catarina Martins  | 2024                     | La Sinistra              |                                              | Sinistra                     | Ecologismo, femminismo, socialismo democratico      | Euroscetticismo leggero | 18 / 720   | 0 / 27      | 0 / 27    |
|                          |                          | Partito della Sinistra Europea                                    | SE                       | Walter Baier                   | 2004                     | La Sinistra              | Transform Europe                             | Sinistra / Sinistra radicale | Socialismo democratico, eco-socialismo              | Euroscetticismo leggero | 16 / 720   | 0 / 27      | 0 / 27    |
|                          |                          | Partito Democratico Europeo                                       | PDE                      | François Bayrou                | 2004                     | RE                       | Institute of European Democrats              | Centro                       | Centrismo                                           | Europeismo              | 10 / 720   | 0 / 27      | 0 / 27    |
|                          |                          | Alleanza Libera Europea                                           | ALE                      | Lorena López de Lacalle Arizti | 1981                     | Verdi/ALE                | Coppieters Foundation                        | Trasversale                  | Regionalismo, autonomismo, indipendentismo          | Europeismo              | 8 / 720    | 0 / 27      | 1 / 27    |
|                          |                          | Partito Politico Cristiano Europeo                                | PPCE                     | Valeriu Ghilețchi              | 2002                     | ECR PPE PfE              | Sallux                                       | Centro-destra/Destra         | Cristianesimo democratico, conservatorismo sociale  | Euroscetticismo leggero | 4 / 720    | 0 / 27      | 0 / 27    |

### Passati
Le entità di seguito elencate erano precedentemente registrate presso l'APPF.
| Partito politico europeo | Partito politico europeo                 | Partito politico europeo | Timeline | Timeline             | Politica       | Politica                        | Politica                | Politica            |
| Nome                     | Nome                                     | Abr.                     | Fondato  | Rimosso dal registro | Collocazione   | Ideologia                       | Integrazione            | Gruppo parlamentare |
| ------------------------ | ---------------------------------------- | ------------------------ | -------- | -------------------- | -------------- | ------------------------------- | ----------------------- | ------------------- |
|                          | Alleanza Europea dei Movimenti Nazionali | AENM                     | 2009     | 2018                 | Estrema destra | Ultranazionalismo               | Euroscetticismo estremo | NI                  |
|                          | Alleanza per la Pace e la Libertà        | APF                      | 2015     | 2018                 | Estrema destra | Ultranazionalismo, neo-fascismo | Euroscetticismo estremo | NI                  |

Le entità sotto elencate si sono qualificate a un certo punto per il finanziamento pubblico europeo; tuttavia, non sono mai state registrate presso l'APPF.
| Partito politico europeo | Partito politico europeo                                 | Partito politico europeo | Timeline | Timeline  | Timeline                                                               | Politica                                         | Politica                | Politica                                                                              |
| Nome                     | Nome                                                     | Abr.                     | Fondato  | Disciolto | Finanziamento pubblico europeo                                         | Ideologia                                        | Integrazione            | Gruppo parlamentare                                                                   |
| ------------------------ | -------------------------------------------------------- | ------------------------ | -------- | --------- | ---------------------------------------------------------------------- | ------------------------------------------------ | ----------------------- | ------------------------------------------------------------------------------------- |
|                          | Alleanza per la Democrazia Diretta in Europa             | ADDE                     | 2014     | 2017      | 2015; si è qualificato nel 2016-2017, ma non ha ricevuto finanziamenti | Ultranazionalismo, neo-fascismo                  | Euroscetticismo estremo | Europa della Libertà e della Democrazia Diretta                                       |
|                          | Alleanza dei Democratici Indipendenti in Europa          | ADIE                     | 2005     | 2008      | 2006–2008                                                              | Conservatorismo nazionale, Populismo di destra   | Euroscetticismo estremo | Indipendenza e Democrazia                                                             |
|                          | Alleanza per l'Europa delle Nazioni                      | AEN                      | 2002     | 2009      | 2004–2009                                                              | Conservatorismo nazionale                        | Euroscetticismo estremo | Unione per l'Europa delle Nazioni                                                     |
|                          | Coalition for Life and Family                            | CLF                      | 2016     |           | Si è qualificato nel 2017, ma non ha ricevuto finanziamenti            | Conservatorismo sociale Nazionalismo Reazionario | Euroscetticismo estremo |                                                                                       |
|                          | Alleanza Europea per la Libertà                          | EAF                      | 2010     | 2016      | 2011–2016                                                              | Sovranismo Populismo di destra Nazionalismo      | Euroscetticismo         | Europa delle Nazioni e della Libertà                                                  |
|                          | EUDemocrats                                              | EUD                      | 2005     | 2017      | 2006–2016; si è qualificato nel 2017, ma non ha ricevuto finanziamenti | Euroscetticismo moderato                         | Euroscetticismo         | Indipendenza e Democrazia Gruppo dei Conservatori e dei Riformisti Europei La Sinitra |
|                          | Libertas                                                 |                          | 2008     | 2010      | Si è qualificato nel 2009, ma non ha ricevuto finanziamenti            | Anti-Trattato di Lisbona                         | Euroscetticismo estremo | Europa della Libertà e della Democrazia                                               |
|                          | Movimento per un'Europa della Libertà e della Democrazia | MELD                     | 2011     | 2015      | 2012–2015                                                              | Conservatorismo nazionale e Populismo di destra  | Euroscetticismo         | Europa della Libertà e della Democrazia                                               |

## Finanziamento
I partiti europei utilizzano finanziamenti pubblici e privati per finanziare le loro attività; i finanziamenti pubblici si riferiscono esclusivamente a quelli provenienti dal bilancio generale dell'Unione europea, e non possono provenire direttamente dagli Stati membri o da Paesi terzi, o da entità sotto il loro controllo.

### Finanziamento pubblico europeo
Per quanto riguarda il finanziamento pubblico, ogni anno il Parlamento europeo stanzia un importo totale per finanziare i partiti politici europei che hanno diritto al finanziamento pubblico europeo: Il 10% di questo importo viene distribuito attraverso una somma forfettaria, assegnata in parti uguali a tutti i partiti europei qualificati, mentre il 90% viene distribuito in proporzione alla quota di europarlamentari di ciascun partito.
Per l'esercizio finanziario 2025, ai partiti politici europei è stato assegnato un totale di 46 milioni di euro. A seconda della propria richiesta di finanziamento pubblico europeo e dell'ammontare delle "spese rimborsabili", i partiti europei potrebbero alla fine ricevere meno della loro dotazione massima. Il finanziamento pubblico europeo rappresenta la stragrande maggioranza delle entrate dei partiti europei.
Di seguito sono riportati gli importi del finanziamento pubblico a cui i partiti politici europei hanno avuto diritto dal 2004 al 2010.
|  | Partito | 2004      | 2005      | 2006      | 2007      | 2008      | 2009      | 2010      |
|  | ------- | --------- | --------- | --------- | --------- | --------- | --------- | --------- |
|  | PPE     | 1 587 587 | 2 863 693 | 2 929 841 | 3 271 810 | 3 354 754 | 3 485 708 | 4 959 462 |
|  | PSE     | 1 257 000 | 2 489 175 | 2 580 000 | 2 994 603 | 3 027 647 | 3 100 000 | 3 395 323 |
|  | ALDE    | 618 896   | 894 454   | 883 500   | 1 133 362 | 1 115 665 | 1 179 191 | 1 553 984 |
|  | PDE     | 340 425   | 459 530   | 514 797   | 526 148   | 496 291   | 492 487   | 505 617   |
|  | PVE     | 306 000   | 568 261   | 581 000   | 631 750   | 641 534   | 643 562   | 1 054 999 |
|  | ECR     | -         | -         | -         | -         | -         | -         | 1 016 275 |
|  | SE      | 210 275   | 365 868   | 518 626   | 526 148   | 536 685   | 562 405   | 708 080   |
|  | EUD     | -         | -         | 219 825   | 234 000   | 226 700   | 245 274   | 211 125   |
|  | ALE     | 165 724   | 217 906   | 222 627   | 222 541   | 226 600   | 226 600   | 339 965   |
|  | ECPM    | -         | -         | -         | -         | -         | -         | 209 500   |
|  | AEN     | 161 250   | 450 000   | 450 000   | 300 000   | 300 000   | 577 150   | -         |
|  | ADIE    | -         | -         | 328 125   | 356 250   | 413 990   | -         | -         |

Di seguito sono riportati gli importi dei finanziamenti pubblici effettivamente ricevuti dai partiti politici europei tra il 2004 e il 2021.
Importo (€)Finanziamento pubblico europeo dei partiti politici europei03.000.0006.000.0009.000.00012.000.00015.000.00018.000.00020042008201220162020ADDEADIEAEMNAENAFEALDEAPFCLFEAFPPCEECRPDEALEPVESEELAPPEESNEUDLibertasMELDPatriotsPSE
Di seguito è riportato il confronto tra i diritti e gli importi effettivamente ricevuti dai partiti politici europei tra il 2004 e il 2021.
Importo (€)Finanziamento pubblico europeo dei partiti politici europei010.000.00020.000.00030.000.00040.000.00050.000.000200020052010201520202025Importo massimo del finanziamento pubblico assegnato ai partiti europeiImporto del finanziamento pubblico effettivamente ricevuto dai partiti europei

### Donazioni e contributi
Per quanto riguarda il finanziamento privato, i partiti europei ricevono per lo più contributi finanziari dai loro partiti nazionali, che a loro volta ricevono quasi sempre finanziamenti pubblici dagli Stati membri. Le donazioni da parte di persone giuridiche e, in particolare, di singoli individui svolgono un ruolo limitato.
L'APPF monitora le donazioni e i contributi ai partiti politici europei e pubblica annualmente un elenco dei donatori politici.
Di seguito sono riportati gli importi dei contributi raccolti dai partiti politici europei presso i loro membri tra il 2004 e il 2021.
Importo (€)Contributi raccolti dai partiti politici europei0300.000600.000900.0001.200.0001.500.0001.800.00020042008201220162020ALDEPPCEECRPDEALEPVESEPPEPatriotsPSE
Di seguito sono riportati gli importi delle donazioni raccolte dai partiti politici europei da parte di non iscritti tra il 2004 e il 2021.
Importo (€)Donazioni raccolte dai partiti politici europei050.000100.000150.000200.000250.000300.000350.00020042008201220162020ALDEPPCEECRPDEALEPVESEPPEPatriotsPSE
Di seguito sono riportati i tipi di donatori che hanno effettuato donazioni ai partiti politici europei tra il 2004 e il 2021.
Importo (€)Tipi di donatori dei partiti politici europei0100.000200.000300.000400.000500.000600.00020042008201220162020Azienda privataSingolo individuoOrganizzazione di interessePoliticoFondazione/organizzazione politicaThink tank / istituto di ricercaPartito politico